# Пиня
Пи́ня — річка в Українських Карпатах, у межах Свалявського району Закарпатської області. Права притока Латориці (басейн Тиси).

## Опис
Довжина 24 км (разом з Великою Пинею), площа водозбірного басейну 209 км². Похил річки 13 м/км. Річка типово гірська, з кам'янистим дном і численними перекатами. Долина вузька, заплава місцями однобічна.

## Розташування
Пиня бере початок у межах села Поляна, в місці злиття двох річок: Великої Пині та Малої Пині. Тече переважно на південь. Впадає до Латориці на північний захід від міста Сваляви.